# 奥旺什
奥旺什（法語：Ovanches，法語發音：[ɔvɑ̃ʃ]）是法国上索恩省的一个市镇，属于沃苏勒区。

## 地理
奥旺什（47°37'48"N, 5°57'13"E）面积6.7 平方千米，位于法国勃艮第-弗朗什-孔泰大區上索恩省，该省份为法国东部内陆省份，北起顺时针与孚日省、贝尔福地区省、杜省、汝拉省、科多尔省和上马恩省接壤。
与奥旺什接壤的市镇（或旧市镇、城区）包括：比塞莱特拉沃、尚特、沙塞莱塞、索恩河畔塞和圣阿尔班、特拉沃。

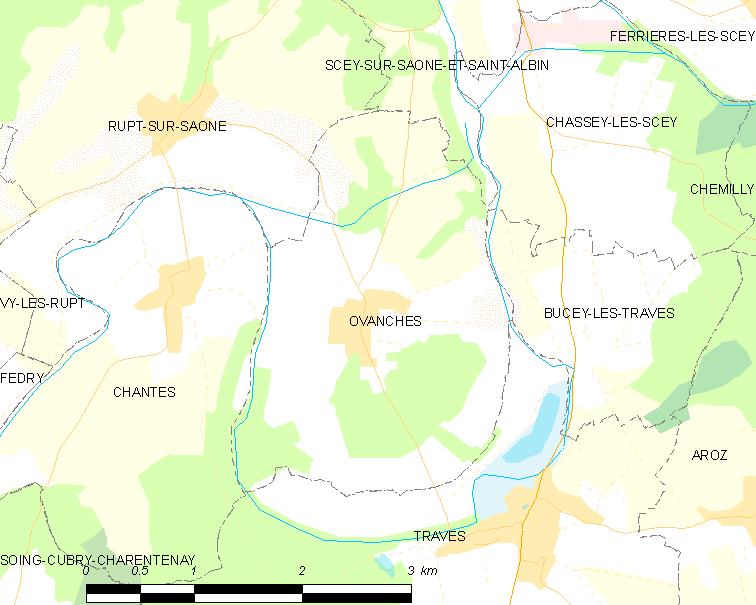
奥旺什的OSM定位图

奥旺什的时区为UTC+01:00、UTC+02:00（夏令时）。

## 行政
奥旺什的邮政编码为70360，INSEE市镇编码为70401。

## 政治
奥旺什所属的省级选区为索恩河畔塞和圣阿尔班县。

## 人口

1962-2008年间奥旺什人口变化图示

奥旺什于2022年1月1日时的人口数量为153人。